# Grassemann
Grassemann ist ein Gemeindeteil der Gemeinde Warmensteinach im Landkreis Bayreuth (Oberfranken, Bayern). Grassemann liegt in der Gemarkung Oberwarmensteinach.

## Geografie
Das Dorf liegt in einer Rodungsinsel, umgeben von ausgedehnten Waldgebieten, knapp 3 km nördlich von Warmensteinach. Knapp nördlich von Grassemann verläuft in Ost-West-Richtung die Kreisstraße BT 4 von Fleckl zur Glasermühle bei Bischofsgrün. Dort beginnt die Kreisstraße BT 9, die weiter nach Warmensteinach führt.

## Geschichte
Ende des 17. Jahrhunderts wurde das Bergwerk „Großer Mann“ erwähnt. Durch mundartliche Abwandlung veränderte sich der Ortsname zu Grassemann. Gegen Ende des 18. Jahrhunderts gehörte Grassemann zur Realgemeinde Kaltensteinach.
Von 1797 bis 1810 unterstand der Ort dem Justiz- und Kammeramt Gefrees. Mit dem Gemeindeedikt wurde Grassemann dem 1812 gebildeten Steuerdistrikt Bischofsgrün zugewiesen. Zugleich entstand die Ruralgemeinde Grassemann. Mit dem Gemeindeedikt von 1818 erfolgte die Eingemeindung nach Bischofsgrün. Am 1. Oktober 1938 wurde Grassemann nach Oberwarmensteinach eingegliedert, das wiederum im Zuge der Gebietsreform in Bayern am 1. Mai 1978 in die Gemeinde Warmensteinach eingegliedert wurde.
Zentrale Bedeutung im Ort hat das Freilandmuseum Grassemann. Höhenlage und Abgeschiedenheit des Ortes haben dazu geführt, dass neben dem als Museum und Infostelle des Naturparks Fichtelgebirge genutzten Bauernhof auch weitere Kulturlandschaftselemente in der Umgebung erhalten geblieben sind. Sie geben Aufschluss über die Siedlungsgeschichte und das ländliche Leben vergangener Jahrhunderte. Die Gestalt des Hofgebäudes bildete das Vorbild für das nahe gelegene Waldhaus Mehlmeisel.

### Baudenkmäler
- Haus Nr. 3: Wohnstallhaus, heute Freilandmuseum Grassemann
- Grenzstein

### Einwohnerentwicklung
| Jahr      | 001818 | 001861 | 001871 | 001885 | 001900 | 001925 | 001950 | 001961 | 001970 | 001987 |
| Einwohner | 27     | 71     | 80     | 85     | 80     | 78     | 89     | 64     | 45     | 30     |
| Häuser    |        |        |        | 9      | 11     | 11     | 15     | 15     |        | 15     |
| Quelle    | [ 12 ] | [ 13 ] | [ 14 ] | [ 15 ] | [ 16 ] | [ 17 ] | [ 18 ] | [ 19 ] | [ 20 ] | [ 1 ]  |

## Religion
Grassemann ist evangelisch-lutherisch geprägt und war ursprünglich nach St. Matthäus (Bischofsgrün) gepfarrt. Die römisch-katholische Minderheit war ursprünglich nach Mariä Verkündigung (Fichtelberg) gepfarrt. Seit Mitte des 20. Jahrhunderts ist für die Protestanten die Pfarrei Zur Heiligen Dreifaltigkeit (Warmensteinach) und für die Katholiken die Pfarrei St. Laurentius (Oberwarmensteinach) zuständig.